# Wodka, tranen & kogels
Wodka, tranen & kogels is een roman uit 2012 van de Nederlands-Poolse schrijver Jack Allerts. De roman is geschreven tegen de achtergrond van de naoorlogse Poolse geschiedenis en zou dus als een historische roman kunnen bestempeld worden.
Gosia, een Poolse vrouw, vertelt haar levensverhaal.
In deel 1 "Het leven in de PRL" is Gosia 9 jaar.  We zijn in de jaren 70 in Szczecin in de door Polen Herwonnen Gebieden.  Door Gosia's kinderogen zien we haar omgeving, haar school, haar familie.  Haar vader wil eigenlijk naar Amerika, naar zijn vader in Chicago, waar sinds de Tweede Wereldoorlog bijna een miljoen Polen wonen.  Haar moeder wil niet naar Amerika maar zij wil ook niets van politieke discussies weten. Haar grootvader langs moederskant wil evenmin veel kwijt.
In deel 2 "Het einde van de PRL" is Gosia een jonge vrouw. Zij is getuige van de opkomst van van de vakbond Solidarność, de staat van beleg van Jaruzelski (1981), het bezoek van paus Johannes Paulus II aan Szczecin (1987) en uiteindelijk de val van het communisme (1989).
In deel 3 "De opstand van Warschau (1944)" laat Gosia haar grootvader langs moederskant aan het woord.  Kort vóór zijn overlijden heeft hij haar zijn verhaal toevertrouwd.  In de Tweede Wereldoorlog hebben Hitler en Stalin twee keer tegen Polen samengespannen: bij het Molotov-Ribbentroppact in 1939 toen ze het land onder elkaar verdeelden, en in 1944, toen het Rode Leger twee maanden voor de poorten van Warschau wachtte opdat de Duitsers eerst het Thuisleger zouden uitschakelen.  Gosia's grootvader vocht in dat Thuisleger.  Hij was een van de overlevenden van het bloedbad van Warschau, waarbij 200.000 doden vielen. Na de bevrijding door het Rode Leger moest hij opnieuw voor zijn leven vrezen.